# Maarten Houttuyn

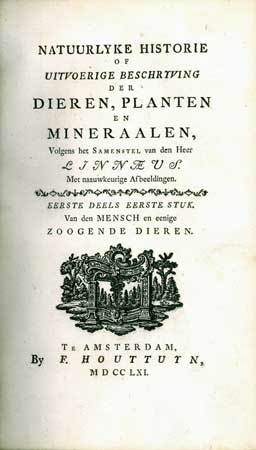
Titelblatt Natuurlijke Historie 1. Teil, 1. Stück (1761)

Maarten Willem Houttuyn (* 1720 in Hoorn; † 2. Mai 1798 in Amsterdam) war ein niederländischer Arzt und Naturforscher. Sein offizielles botanisches Autorenkürzel lautet „Houtt.“

## Leben und Wirken
Maarten Houttuyn war der Sohn des Verlegers Frans Houttuyn. Er studierte in Leiden Medizin und promovierte dort 1749 mit Dissertatio Spasmologica, Spasmorum Theoriam exhibens. In Hoorn praktizierte er einige Zeit lang als Arzt, bis er  nach Amsterdam umsiedelte.
Von 1761 bis 1785 veröffentlichte er sein 37-bändiges Werk Natuurlijke Historie of uitvoerige Beschrÿving der Dieren, Planten en Mineraalen, volgens het Samenstel van der Heer Linnaeus, das etwa 22.000 Seiten umfasste und 296 Kupferstiche enthielt. Das Werk basierte auf Carl von Linnés Werk Systema Naturae und beeinflusste eine Reihe von ähnlichen Werken. Ende März 1789 verkaufte er seine naturhistorischen Sammlungen.

## Dedikationsnamen
Die Pflanzengattung Houttuynia Thunb. aus der Familie der Eidechsenschwanzgewächse (Saururaceae) ist nach ihm benannt worden.

## Schriften (Auswahl)
- Natuurlijke Historie of uitvoerige Beschrÿving der Dieren, Planten en Mineraalen, volgens het Samenstel van der Heer Linnaeus. 37 Bände, Amsterdam 1761–1785 (doi:10.5962/bhl.title.66921).
  - Deel 1, Stuk 1–18: Dieren. 1761–1773, 143 Abbildungen.
  - Deel 2, Stuk 1–14: Planten. 1773–1783, 105 Abbildungen.
  - Deel 3, Stuk 1–5: Mineralen. 1780–1785, 48 Abbildungen.

## Weiterführende Literatur
- M. Boeseman, W. de Ligny: Martinus Houttuyn (1720-1798) and his contributions to the natural sciences, with emphasis on zoology. In: Journal Zoologische Verhandelingen. Band 349, 2004, S. 1–222, Online